# Weißenborn im Erzgebirge
Weißenborn im Erzgebirge är en kommun och ort i Landkreis Mittelsachsen i förbundslandet Sachsen i Tyskland. Kommunen har cirka 2 500 invånare.
Kommunen ingår i förvaltningsområdet Lichtenberg-Weißenborn tillsammans med kommunen Lichtenberg im Erzgebirge.